# Min (affluent du Yangzi)
Pour les articles homonymes, voir Min Jiang.
La Min (chinois : 岷江 ; pinyin : mín jiāng) est une rivière de 735 km qui coule dans la province du Sichuan en Chine. C'est un affluent du cours supérieur du Yangzi Jiang, qu’elle rejoint à Yibin. Son principal affluent est la Dadu. Au cours de la décennie 2010, plusieurs barrages de très grande taille ont été construits sur cet affluent. Le système d'irrigation de Dujiangyan, conçu au IIIe siècle av. J.-C., est situé sur son cours.

## Caractéristiques
Cet affluent de la rive gauche du Yangzi Jiang  est long de 735 km avec un bassin versant d'une superficie de 134 000 km2. La Min est l'affluent du Yangzi qui a le débit le plus élevé (2 850 m3/s). Elle prend sa source sur le plateau tibétain comme le Yangzi  dans les Monts Min, plus précisément dans le Huanglong sur le xian de Songpan. Son  principal affluent est la Dadu (大渡河) d'une longueur de 1 155 km avec un bassin versant d'une superficie de 92 000 km2. Un autre affluent majeur est la Qingyi. 
La Min ne doit pas être confondu avec le Min, fleuve homonyme du Fujian qui s'écrit 闽江 (mǐn jiāng).  

## Aménagements

### Système d'irrigation de Dujiangyan
Le système d'irrigation de Dujiangyan a été conçu au IIIe siècle av. J.-C. par le gouverneur Li Bing  pour éviter les inondations provoquées par la rivière Min, et irriguer la plaine de Chengdu. Il fonctionne sans interruption depuis sa création, et continue de se développer. Grâce à une série de barrages mobiles, une partie des eaux de la rivière Min est dérivée vers un canal qui les conduit vers la plaine entourant la capitale de la province Chengdu. Cet aménagement a été inscrit sur la liste du patrimoine mondial de l'UNESCO en 2000.

### Barrages hydroélectriques
Plusieurs barrages de très grande taille ont été construits sur son principal affluent, la  Dadu, au cours de la décennie 2010 : Pubugou (3 300 MW) inauguré en 2010, Houziyan (2 600 MW) en 2016, Changheba  (2 600 MW) en 2016, Shuangjiangkou  (2 000 MW) en 2020.
| Désignation               | Région ou province | Cours d'eau | Hauteur | Puissance installée (MW) | Production annuelle (TWh/an) | Type de barrage                                 | Capacité de stockage | Date achèvement | Notes |
| ------------------------- | ------------------ | ----------- | ------- | ------------------------ | ---------------------------- | ----------------------------------------------- | -------------------- | --------------- | ----- |
| Barrage de Changheba      | Sichuan            | Dadu        | 240 m   | 2 600 mégawatts          | 10,8                         | Barrage en remblai rocheux avec masque en béton | 1 075 000 000 m3     | 2016            | [ 2 ] |
| Barrage de Dagangshan     | Sichuan            | Dadu        | 210 m   | 2 600 mégawatts          | 11,43                        | Barrage-voûte                                   | 724 000 000 m3       | 2014            | [ 3 ] |
| Barrage de Houziyan       | Guizhou            | Dadu        | 223,5 m | 1 700 mégawatts          | 7,4                          | Barrage en remblai                              | 662 000 000 m3       | 2017 (?)        | [ 4 ] |
| Barrage de Pubugou        | Sichuan            | Dadu        | 186 m   | 3 300 mégawatts          | 14,6                         | Barrage en remblai rocheux avec masque en béton | 5 390 000 000 m3     | 2010            | [ 5 ] |
| Barrage de Shuangjiangkou | Sichuan            | Dadu        | 312 m   | 2 000 mégawatts          |                              | Barrage en remblai (roches)                     | 3 135 000 000 m3     | 2020            | [ 6 ] |
| barrage de Zipingpu       | Sichuan            | Min         | 156 m   | 760 mégawatts            |                              | Barrage en remblai rocheux avec masque en béton | 1 120 000 000 m3     | 2006            | [ 7 ] |

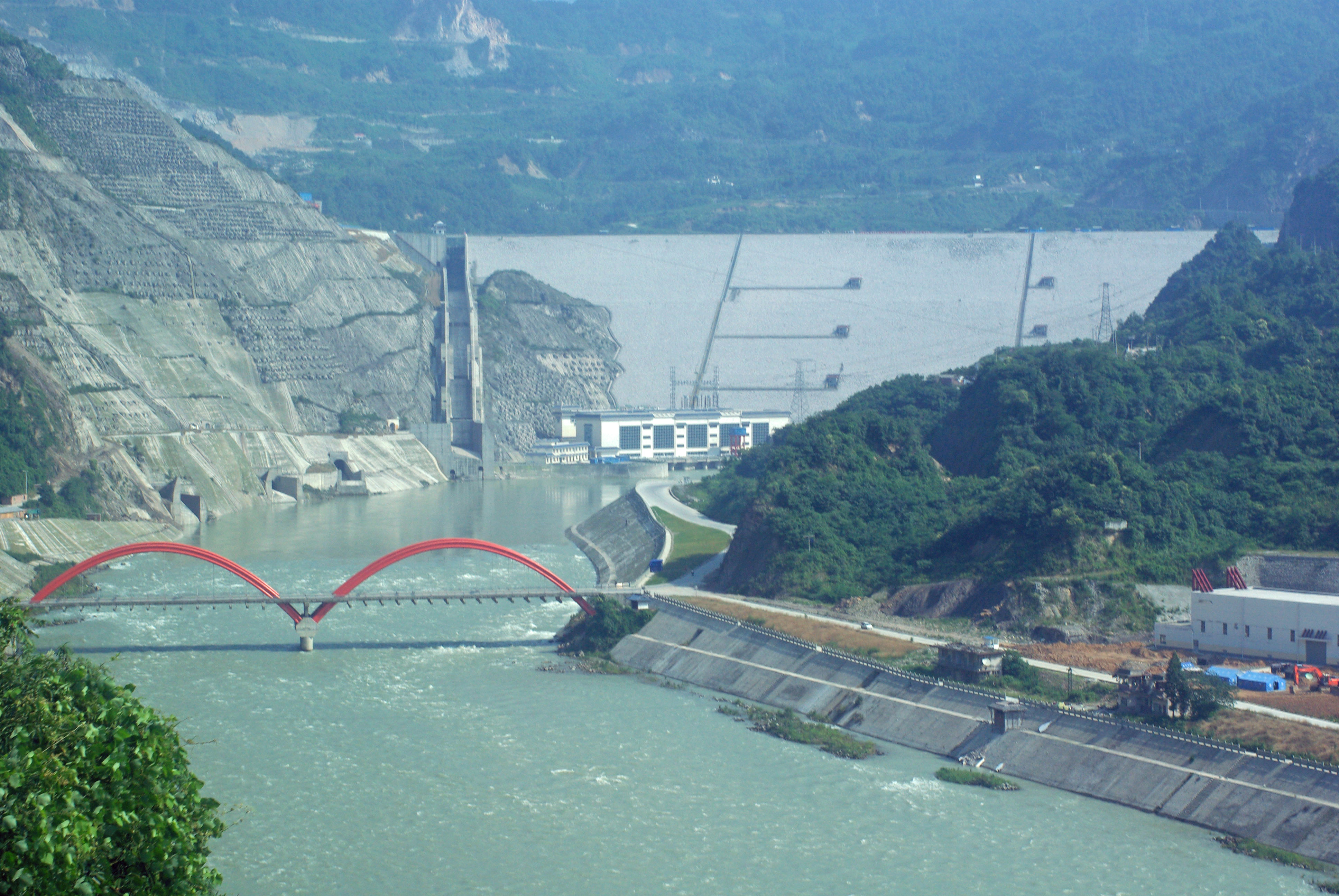
Barrage de Zipingu
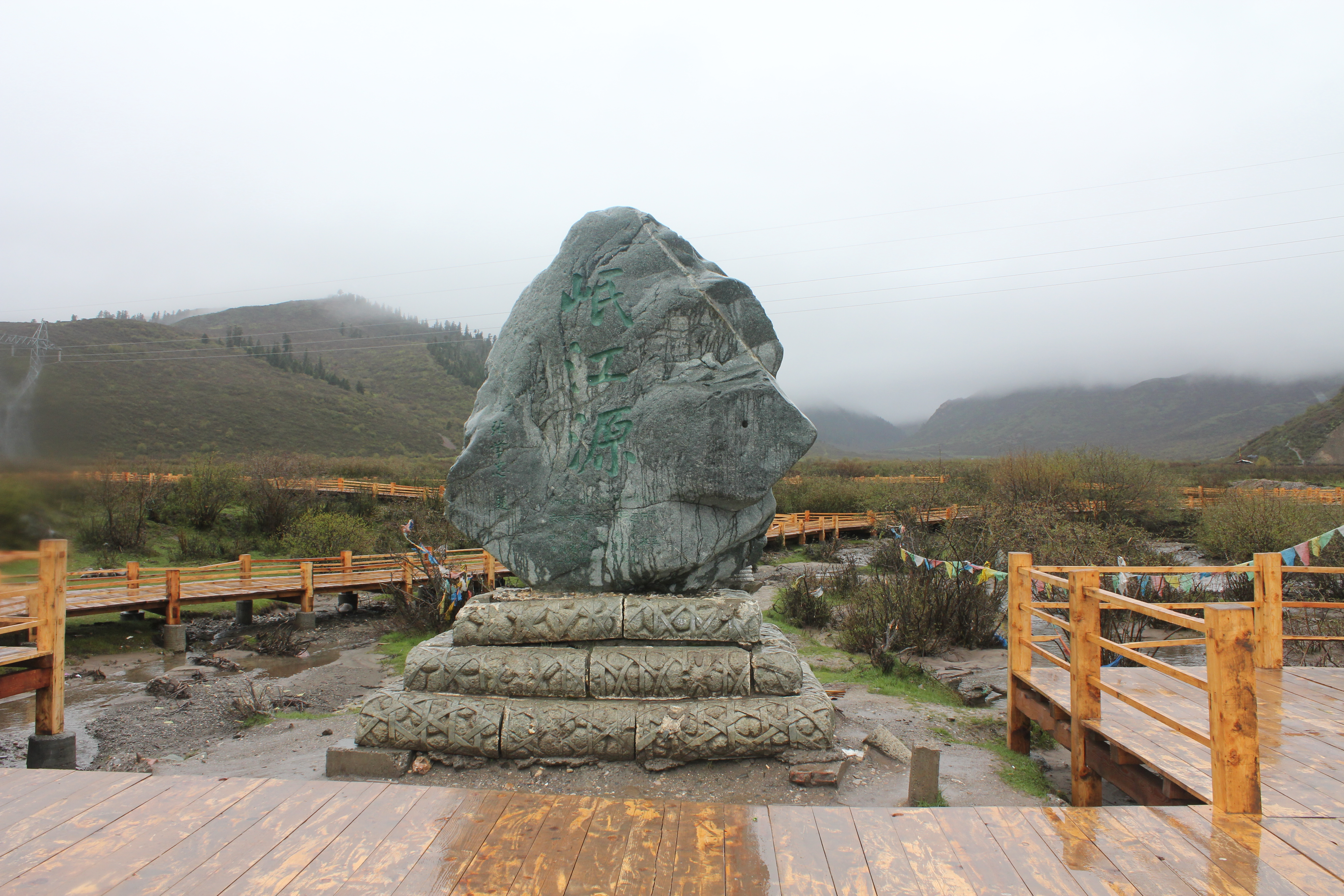
Source du Min, dans la réserve de Huanglong
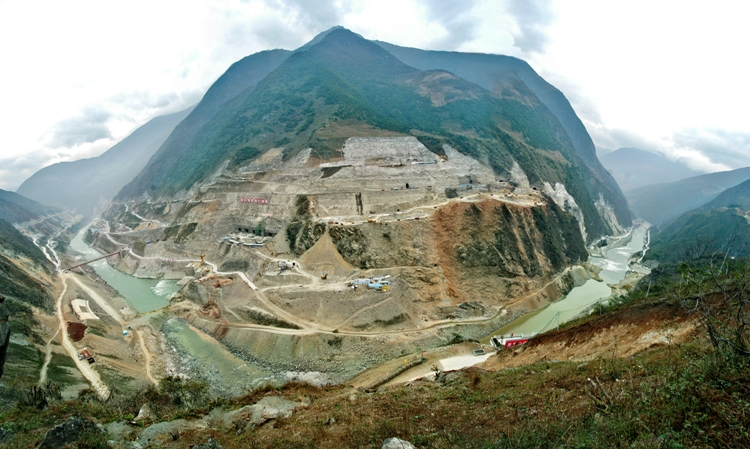
Construction du barrage de Pubugou sur l'affluent le Dadu

## Écologie
Une étude réalisée par le biologiste Deng Qixiang a montré que, sur les 40 espèces de poissons répertoriées dans les années 1950, il n'en subsistait plus que 16. En particulier, le taimen du Sichuan, le plus grand des salmonidés et espèce protégée, n'a plus été vu sur une section entière de la rivière, le Wenchuan, depuis une décennie.